# Farmacogenômica
Farmacogenômica é o ramo da farmacologia, com base em genômica, responsável pelo estudo da resposta de pacientes em relação a medicamentos e tratamentos de doenças, devido a variação genética entre diferentes indivíduos e suas respostas a ação das drogas.  Com o objetivo de estudar e definir qual o tratamento mais indicado e reduzir os efeitos adversos do paciente no uso de medicamentos as principais pesquisas são realizadas em torno dos tópicos de expressão gênica, polimorfismos, com destaque em polimorfismos de nucleotídeo único (SNPs, em inglês), farmacocinética (absorção do medicamento, as vias, metabolismo e eliminação), farmacodinâmica (relacionado com os alvos dos medicamentos e a concentração do fármaco). O estudo da farmacogenômica também foca na identificação de alvos para novos medicamentos.
A farmacogenômica visa melhorar o tratamento e resposta a medicamentos através do estudo da variação genética, os fatores genéticos que afetam a resposta a drogas incluem a variação de codificação genética para enzimas metabolizadoras, receptores, transportadores e alvos. Para cada paciente pode haver um ambiente específico para recepção de medicamentos, do qual pode ocorrer uma absorção moderada, rápida ou lenta, a presença de um efeito aumentado (o qual pode levar a efeitos adversos) ou a ausência de qualquer efeito, ainda com a possibilidade do surgimento de uma nova patogenia ou até mesmo a intensificação da atual. A evolução dessa área de pesquisa causa a redução da "tentativa e erro" durante um tratamento, ou seja, o reconhecimento da eficácia e toxicidade de um medicamente ou teste somente após a exposição do paciente à tal, podendo afetar seu estado de saúde, o surgimento de novos medicamentos, devido ao estudo das regiões codificadoras e a dinâmica envolvida entre esses lócus, e a formação de uma medicina personalizada, em que os pacientes são divididos em grupos de acordo com suas respostas a droga ou até mesmo um tratamento baseado em seu genoma.
Além da relação paciente e fármaco existe também a relação fármaco e fármaco, no qual a ação de um pode afetar a eficácia do outro. Normalmente os estudos focam na relação paciente e droga, deixando de lado ações como a inativação ou diminuição de um receptor, causada por um medicamento, que seria necessário para a absorção de um segundo fármaco, este que então tem sua função reduzida ou anulada. Essas relações não são exclusivas dos receptores, podendo ocorrer também em transportadores, enzimas metabolizadoras, além dos alvos e do ambiente em que a droga atua, sendo assim uma importante área de pesquisa, mas que pode ser suprimida pela pesquisa dos fármacos adequados e de médicos que tenham conhecimento prévio dessas relações.
Em alguns casos a farmacogenômica pode ser confundida ou tratada como a farmacogenética, que difere em vários pontos da primeira, mas que apresenta um objetivo parecido, o de garantir um tratamento, medicado ou não, aprimorado para o paciente. A farmacogenética trata de casos de mutações de gene único e sua interferência na resposta ao medicamento. A farmacogenômica por sua vez trata de maneira muito mais ampla, levando em conta a dinâmica presente entre mutações de genes diferentes e sua ligações e utilizando de tecnologias de análise completa de genoma. Portanto ambas estudam os efeitos de fármacos através da genética do paciente com o intuito de aprimoramento de terapia, mas uma se restringe à mutações de gene único e outra do quadro de diversas mutações e suas interações.

## História
Observações clínicas de diferenças hereditárias em efeitos de fármacos foram documentadas pela primeira vez na década de 50, ocasionando no surgimento do campo de farmacogenética e, posteriormente, no de farmacogenômica. Como já dito, por mais que ambas apresentem semelhanças a farmacogenômica se utiliza da genômica, ao invés da genética, para avaliar a resposta ao fármaco por parte dos pacientes. Dessa forma a farmacogenômica pode ser considerada uma área paralela a da farmacogenética, tal que sua história segue a da sua antecessora, devido ao fato que o genoma foi completamente sequenciado aproximadamente um século após o início do estudo da herança genética.
Assim a farmacogenética foi prevista por Sir Archibald Garrod em seu livro "Inborn Factors in Diseases" de 1931, e posteriormente por Haldane, que previu a ocorrência incomum de reações à drogas baseada na individualidade bioquímica. Alguns fatos marcaram a chegada dessa área como a variação da capacidade de degustação por feniltiocarbamida em 1932, porfiria induzida por medicação em 1937 e a variação genética da atividade de atropina esterase em ratos, 1943. Houve uma descoberta que a droga primaquina, antimalária, produzia doença hemolítica em soldados americanos com descendência africana, durante a Segunda Grande Guerra, depois foram descobertas as bases genéticas para tal. Em 1950 a farmacogenética se tornou uma ciência reconhecida. A ausência genética de butíril-colinesterase ("pseudocolinesterase") em pacientes que morreram após injeção de succinilcolina durante anestesia foi reportada em 1956. A deficiência de N-acetiltransferase, uma enzima que destruía uma importante droga antituberculosa, a isoniazida, foi descrita em 1957. Todos esses casos levaram o "Conselho de Drogas do Associação Médica Americana" a pedir que o doutor Motulsky a resumir e publicar todas as informações disponíveis em 1957. Foi em 1959 que Friedrich Vogel cunhou e publicou o termo "farmacogenética". Todos esses estudos foram baseados em consequências das mutações de genes únicos, no entanto a resposta a medicação parece corresponder com a função alterada de diversos genes, então quando ocorre a expansão da genética em genômica o ramo da farmacogenômica surge paralelamente e segue os mesmos passos da farmacogenética, assimilando sua história.

## Polimorfismos e metabolismo de fármacos
A eficácia de um tratamento com drogas é dependente de fatores como idade, sexo biológico, interação com outras drogas e o estágio da doença. Entretanto, diferenças genéticas têm sido bem documentadas como outros fatores essenciais à variabilidade de respostas a terapias com medicamentos observada na clínica. Isso porque alterações herdadas no metabolismo, biodisponibilidade de drogas e polimorfismos gênicos (expressão e produção de enzimas metabolizadoras ou receptores de proteínas) possuem uma influência ainda maior na eficácia e toxicidade dos medicamentos.
Essas alterações foram inicialmente observadas durante o tratamento de pacientes que apresentavam concentrações muito baixas ou muito altas de determinado medicamento, apesar de terem recebido a mesma dose. A partir disso, estudos demonstraram que a grande parte das diferenças genéticas no metabolismo de fármacos é definido como polimorfismos genéticos monogênicos, ou seja, provenientes de variações de um mesmo gene. Por definição, um gene é chamado de polimórfico quando ocorrem variações alélicas ao longo de uma dada população a uma taxa estável de menos de 1%.
Quatro diferentes fenótipos categorizam os efeitos que os polimorfismos genéticos têm sobre os indivíduos durante o uso de fármacos:
- Metabolizadores lentos, que não possuem uma determinada enzima ativa;
- Metabolizadores intermediários, que possuem um alelo de tipo selvagem e outro mutante (ou dois alelos de função reduzida);
- Metabolizadores extensivos, que apresentam dois alelos que funcionam normalmente;
- Metabolizadores ultrarrápidos, que têm mais de uma cópia funcional de uma determinada enzima.

| Fenótipo de metabolizadores | Metabolização do fármaco | Efeitos clínicos |
| --------------------------- | ------------------------ | --- |
| Lentos Intermediários       | Lenta                    | - Acúmulo do fármaco; - O componente ativo será metabolizado lentamente até se transformar em metabólito inativo; - Paciente requer dose menor de medicação.                                                |
| Extensivos Ultrarrápidos    | Rápida                   | - Fármaco rapidamente estará em sua forma ativa; - Produção de metabólitos inativos a partir da droga ativa é muito rápida, diminuindo a eficácia do tratamento; - Paciente requer dose maior da medicação. |

O metabolismo de fármacos ocorre principalmente no fígado e é dividido em duas categorias principais, fase I (reações de oxidação, redução e hidrólise) e metabolismo fase II (reações de conjugação). As enzimas do metabolismo de fase I são responsáveis por aproximadamente 59% das reações adversas a medicamentos citadas na literatura. As enzimas do citocromo são proteínas envolvidas na maquinaria do catabolismo mais basais no contexto evolutivo, sendo localizadas na célula no retículo endoplasmático (RE) e nas mitocôndrias. Quanto à distribuição nos órgãos, essas proteínas são encontradas em maior quantidade no fígado e no intestino e também, em menor grau, nos rins. Nesses órgãos, as enzimas são responsáveis pela biotransformação de drogas e substratos endógenos, através da oxigenação do substrato, que por sua vez é mediada pela oxidação do átomo de ferro presente na molécula dessas enzimas.
O sistema enzimático do citocromo P450 (CYP450) possui as mais importantes enzimas metabolizadoras de fase I, sendo codificado por um total de 57 genes, desses genes o CYP2D6 e CYP2C9 são os mais polimórficos e representam mais de quarenta por cento do metabolismo de fase I no fígado.

### CYP2D6
CYP2D6 é considerado um gene codificador de enzimas essenciais para a metabolização de drogas, sendo responsável por metabolizar até 25% dos medicamentos (Belle & Singh, 2008). O produto do gene CYP2D6 atua em muitos xenobióticos, incluindo muitos medicamentos comuns, como os inibidores seletivos da recaptação da serotonina (ISRSs) fluoxetina, antidepressivos tricíclicos (ADTs), beta bloqueadores (metoprolol), bloqueadores dos canais de cálcio (diltiazem), teofilina e tamoxifeno.

### CYP2C9
O CYP2C9 é componente principal da via metabólica para cerca de 100 drogas diferentes em humanos. Embora alguns substratos do CYP2C9 sejam os mais comuns, como a fenitoína, a glipizida e o losartan, outros substratos medicamentosos incluem aqueles que evidenciam um índice terapêutico estreito, como os agentes anticoagulantes relacionados à cumarina, varfarina e acenocumarol.

## Medicina Personalizada
Um dos problemas enfrentados por muitos médicos no cotidiano deve-se às diferentes respostas observadas em pacientes com o uso de determinadas terapias, de modo que alguns deles podem responder de forma positiva enquanto que outros de forma negativa a um mesmo medicamento ou mesmo no caso de uma droga cujo uso seja amplo e seguro, algum indivíduo poderá manifestar efeitos colaterais severos. Abordagens mais recentes estão tentando entender como o genoma dos indivíduos pode afetar sua predisposição  a responder bem ou mal a uma determinada droga, visando que no futuro cada paciente possa receber um tratamento que lhe seja mais adequado, o que diminuiria a incidência de efeitos colaterais observados, os quais podem muitas vezes ser fatais.
Neste sentido, o termo medicina personalizada surgiu da ideia de se aliar os conhecimentos genéticos às terapias com medicamentos. Esta aplicação direta de conhecimentos científicos à farmacologia ainda está em seu começo, mas é importante salientar que cada vez mais pacientes vêm sendo expostos a terapias que desencadeiam inúmeros efeitos colaterais e são menos efetivas, tornando-se cada vez mais necessária uma investigação mais aprofundada do DNA de cada paciente, sobretudo em termos metabólicos, para analisar a quais medicamentos seu organismo é favorável e a quais não. O Food and Drug Administration (FDA), nos EUA, aprovou a adição de informações de caráter farmacogenômicos à bula de alguns medicamentos e, ainda que os estudos nessa área ainda estejam um pouco distantes de serem traduzidos em potenciais aplicações clínicas para uso imediato, a individualização das terapias farmacológicas na prática clínica deve trazer importantes contribuições para o futuro da medicina.

### Casos na medicina (patologias, tratamentos, efeitos adversos)
Acreditava-se que uma das aplicações diretas possíveis a partir do sequenciamento completo do genoma humano seriam estudos de responsividade a alguns fármacos. Entretanto, existem hoje inúmeras burocracias que retardam a realização destas pesquisas, muitas delas de natureza política, econômica e educacional por exemplo. Mesmo com estas limitações, alguns testes genéticos vêm trazendo contribuições importantes para a medicina:
- Testes do gene HLA;
- Testes relacionados ao metabolismo de fármacos;
- Testes relacionados a alvos farmacológicos;
- Testes genéticos que combinam metabolismo e alvo farmacológico.

## Metodologia

### Testes do gene HLA
Um medicamento muito empregado no combate à infecção pelo vírus HIV é o Abacavir, um inibidor da transcriptase reversa importante para a replicação viral. Não obstante, seu uso é de certa forma limitado pela ocorrência de rashes cutâneos graves. A susceptibilidade a este efeito adverso do Abacavir está diretamente correlacionada à variante HLAB*5701 no gene do HLA e existe um teste genético para esta variante que vêm sendo utilizado como ferramenta farmacogenômica na clínica médica. Um estudo confirmou que a incidência de hipersensibilidade ao abacavir é de fato reduzida pelo mapeamento dos indivíduos que são negativos para a variante HLAB*5701.
A carbamazepina, um anticonvulsionante utilizado no tratamento de doenças como a epilepsia também pode causar rashes graves, incluindo a chamada Síndrome de Stevens Johnson, caracterizada pela formação de rashes com bolhas que podem se estender até o trato gastrintestinal, além da necrólise epidérmica tóxica, em que a camada externa da pele começa a se destacar da derme. Estas reações estão associadas a uma variante alélica do HLA, o HLAB*1502, com ocorrência majoritária na população asiática. O FDA recomenda que pacientes chineses devem se submeter  a testes genéticos para confirmar a presença ou ausência dessa variante antes de iniciar qualquer tratamento com a droga.
Por fim, um fármaco de ação antipsicótica , a clozapina, apresenta uso restrito dada a ocorrência de reações de agranulocitose em cerca de 1% dos dos pacientes, o que parece estar relacionado ao HLA-DQB1*0201. No entanto, testes para essa variante ainda estão em desenvolvimento.

### Testes relacionados ao metabolismo de fármacos
As tiopurinas como azatioprina, tioguanina e mercaptopurina são empregadas no tratamento de alguns tipos de câncer como a Leucemia Linfoblástica Aguda, de doenças inflamatórias intestinais e como fármacos imunossupressores. Estas drogas são tóxicas à medula-óssea e ao fígado, sendo metabolizadas por uma enzima conhecida como tiopurina-S-metiltransferase (TPMT), presente nas células do sangue, cuja atividade pode ser variável entre os indivíduos, impactando diretamente a eficácia do tratamento e seus respectivos efeitos colaterais. Assim sendo, e recomendada a realização de um teste genético para os alelos da TPMT (TPMT*2, TPMT*3A, TPMT*3C), aliado a um monitoramento detalhado da contagem leucocitária na circulação sanguínea.
O tamoxifeno é uma droga que atua como antagonista do receptor de estrógeno, sendo utilizado para diminuir a chance de recidiva de câncer de mama, por exemplo. A metabolização do amoxifeno, dando origem ao antagonista, é mediada pela enzima CYP2D6, a qual está sujeita a um elevado índice de polimorfismos genéticos, sendo recomendada a genotipagem do indivíduo quanto a esta enzima para se verificar a eficácia da terapia. Ainda, uma droga utilizada para tratamento da Doença de Huntington, a tetrabenazina, também é dependente da atuação da CYP2D6 e recomenda-se que pacientes também se submetam aos testes genéticas para verficação da eficácia de sua capacidade de metabolizar a droga, uma vez que metabolizadores CYP2D6 lentos pssuem uma dose limite recomendada do fármaco equivalente a 50mg diários, para evitar sintomas de depressão.
Uma outra droga utilizada no tratamento de tumores sólidos, a 5-fluoracila (5-FU), apresenta uma eficácia variável e pode ser tóxica. Este fármaco é metabolizado por uma outra enzima, a di-hidropirimidina desidrogenase (DPYD), apresenta variantes genéticas que afetam sua funcionalidade terapêutica. O FDA recomenda que pacientes com deficiência de DPYD não recebam este tratamento.
Um inibidor da topoisomerase 1 conhecido como irotecano apresenta ação contra cêncer de pulmão e colorretal mas apresenta efeitos colaterais tóxicos, incluindo diarreia e depressão da medula óssea. Este fármaco atua por meio de um metabólito ativo que é conhecido com SN-38, desativado por ação da enzima UDP-glicuronil-transferase (UGT). Esta enzima pode possuir atividade diminuída, gerando um acúmulo de bilirrubina no plasma (hiperbilirrubinemia), caracterizando uma doença genética, a Síndrome de Gilbert.

### Testes realizados a alvos farmacológicos
Um fármaco utilizado em pacientes de câncer de mama cujos tumores apresentem elevada expressão de fator de crescimento epidérmico (EGF) é o trastuzumabe, um anticorpo monoclonal anti-EGF. Sabe-se que a genotipagem da via de sinalização downstream ao receptor de EGF é importante para garantir a eficácia da terapia, dado o elvado custo aos pacientes.
As leucemias mieloides em sua forma aguda (LMA) e crônica (LMC) são caracterizadas pela presença de um cromossomo Philadelphia (BCR/ABL), resultado de uma translocação entre os cromossomos 9 (ABL) e 22 (BCR). O dasatinibe é um inibidor de BCR/ABL e da atividade da tirosina-quinase da família Src, sendo empregado como terapia para estes pacientes. Uma mutação (T315I) no BCR/ABL confere resistência ao efeito inibidor do fármaco, sendo necessário genotipar os pacientes para esta variante para garantir a eficácia do tratamento.

### Testes genéticos que combinam metabolismo e alvo farmacológico
A varfarina é um medicamento de ação anticoagulante, utilizado em larga escala na prevenção de tromboses. A posologia da varfarina deve ser individualizada, visando evitar efeitos colaterais adversos, sobretudo hemorragias graves. Testes genéticos para polimorfismos disponíveis envolvem tanto a metabolização da droga pela CYP2C9 quanto seu alvo farmacológico, a vitamina K epóxido-redutase (VKOR). O haplótipo VKOR e o genótipo CYP2C9 influenciam ambos a dose média de varfarina recomendada a cada paciente e devem ser testados antes da prescrição do medicamento.

### Tabelamento de certas variações genéticas, seus medicamentos e usos clínicos
A tabela relaciona os genes cujas variações podem alterar a responsividade a fármacos, relacionando-os a seus usos clínicos específicos. Os casos citados são alguns em que testes genéticos antes do início da terapia são altamente recomendados e estão disponíveis.
| Variação genética | Medicação             | Uso(s) clínico(s)                                 |
| ----------------- | --------------------- | ------------------------------------------------- |
| HLA-B             | Abacavir              | AIDS                                              |
| HLA-B             | Carbamazepina         | Epilepsia, dor neuropática                        |
| HLA-B             | Alopurinol            | Hiperuricemia primária da gota                    |
| HLA-B             | Oxcarbazepina         | Epilepsia, transtorno bipolar                     |
| HLA-B             | Fenitoína             | Epilepsia, convulsões, pós-neurocirurgias         |
| HLA-A             | Carbamazepina         | Epilepsia, dor neuropática                        |
| CYP2D6            | Amitriptilina         | Depressão                                         |
| CYP2D6            | Codeína               | Tratamento de dor leve a moderada e antitússico   |
| CYP2D6            | Nortriptilina         | Depressão                                         |
| CYP2D6            | Ondansetrona          | Alício de náusea e vômito pós-rádio/quimioterapia |
| CYP2D6            | Paroxetina            | Depressão                                         |
| CYP2D6            | Tamoxifeno            | Câncer de mama                                    |
| CYP2C9            | Fenitoína             | Epilepsia, convulsões, pós-neurocirurgias         |
| CYP2C9            | Varfarina             | Trombose                                          |
| CYP2C19           | Amitriptilina         | Depressão                                         |
| CYP2C19           | Clopidogrel           | Trombose                                          |
| CYP2C19           | Voriconazol           | Infecções fúngicas                                |
| CYP2C19           | Citalopram            | Depressão                                         |
| CYP2C19           | Escitalopram          | Depressão                                         |
| IFNL3             | Alfapeginterferona 2a | Hepatites B e C                                   |
| IFNL3             | Alfapeginterferona 2b | Hepatite C crônica                                |
| INFL3             | Ribavirina            | Hepatite C                                        |
| TPMT              | Azatioprina           | Imunossupressor                                   |
| TPMT              | Mercaptopurina        | Leucemia e doenças inflamatórias intestinais      |
| TPMT              | Tioguanina            | Leucemia                                          |
| VKORC1            | Varfarina             | Trombose                                          |
| CYP4F2            | Varfarina             | Trombose                                          |
| SLCO1B1           | Sinvastatina          | Redução de colesterol (LDL) e triglicerídeos      |
| CYP3A5            | Tacrolimo             | Imunossupressor utilizado após transplantes       |
| G6PD              | Rasburicase           | Hiperuricemia aguda, síndrome da lise tumoral     |
| CFTR              | Ivacaftor             | Fibrose cística                                   |

## Bioinformática
O uso da computação se mostrou ser essencial para a pesquisa e integração de dados e informações acerca do genoma humano. A capacidade de armazenar informações e relacioná-las tem constantemente aumentado e se tornado menos complexo com o avanço de tecnologias de armazenamento, criação, integração e aprimoramento dos banco de dados, tanto sobre farmacogenômica em si quanto tópicos relacionados, além da abertura das clínicas especializadas para uma maior colaboração entre si, disponibilizando informações sobre patogenias, drogas, SNPs, variações genéticas (além das SNPs) e respostas aos fármacos, em bancos públicos, garantindo que outras tenham acesso, assim como pesquisadores que tenham interesse nesses dados.
Somente armazenar dados pode gerar ambiguidade de informações, erros de inserção, interpretação ou até mesmo de catalogação, dessa forma é necessário que haja uma apuração dessas informações e avaliação delas. Isso garante confiabilidade aos relacionamentos complexos entre os genes, os seus variantes, drogas, doenças e vias de atuação. Além dessas ações existe também o desenvolvimento de ferramentas e o conhecimento necessário para planejamento de estudos farmacogenômicos, antecipar as relações gene e fármaco, utilizando-se de mecanismos compartilhados e consórcio de compartilhamento de dados. A PharmGKB optou por realizar não só a armazenação, mas as apurações e também relacionar suas informações com bancos como o University of California Santa Cruz (CA, USA) Genome Browser, a Drugbank e a Biopax, além dessas ela adquiriu, junto de outros grupos, dados primários altamente detalhados da Pharmacogenetics Research Network (PGRN).
Alguns bancos de dados, entre os mais conhecidos são: PharmVar, um repositório para variações com enfoque em estrutura haplotípica e variação alélica; SuperCYP Bioinformatics Tool, que contém mais de 1000 drogas registradas com milhares de interações e aproximadamente 2000 SNPs relativos a expressão ou atividade; O já citado PharmGKB, que é uma ferramenta utilizada por pesquisadores para investigar sobre variação genética e como ela afeta a resposta aos fármacos; dbSNP database, como o próprio nome já diz é uma base de dados sobre SNPs catalogados; Pharmacogenomics Research Network (PGRN), responsável por armazenas recursos e informações afim de estimular a pesquisa colaborativa em farmacogenômica e medicina de precisão.
| [ 8 ] [ 9 ] [ 10 ] [ 11 ] [ 12 ] [ 13 ] [ 14 ] [ 15 ] [ 16 ] [ 17 ] [ 18 ] [ 19 ] [ 20 ] [ 21 ] [ 22 ] [ 23 ] [ 24 ] [ 25 ] [ 26 ] [ 27 ] [ 28 ] [ 29 ] [ 30 ] |
| --- |